# Noroi no yakata: Chi o suu me
Noroi no yakata - Chi o suu me (呪いの館 血を吸う眼, lit. Mansió maleïda: ulls assedegats de sang), comercialitzada com a Lake of Dracula és una pel·lícula japonesa de terror del 1971 dirigida per Michio Yamamoto.

## Argument
Una noia anomenada Akiko perd el seu gos quan camina per una platja. Segueix el gos fins a una mansió europea, on un vell la mira mentre persegueix el gos que hi ha dins. Akiko es troba davant d'una dona morta en un piano i després coneix el vampir (Mori Kishida). 18 anys després, l'Akiko (Midori Fujita) viu prop d'un llac, encara perseguida pel que li ha passat, que creu que va ser un somni. L'Akiko és amiga d'un operador de vaixells Kusaku, que havia rebut un paquet estrany, que resulta ser un taüt blanc. Kusaku es queixa a l'agent de transport i torna a trobar el taüt buit i després és atacat pel mateix vampir que Akiko va veure anys abans.
L'Akiko rep la visita del seu xicot, el Doctor Takashi Saki (Osahide Takahashi), de qui també està enamorada la germana d'Akiko, Natsuko (Sanae Emi). Takashi és cridar a l'hospital quan una dona hi ingressa amb dos forats de mossegada al coll. Després de marxar, tant el gos de l'Akiko com la Natsuko desapareixen. Akiko els busca i troba el seu gos mort en un camp amb Kusaku a prop. Kusaku l'ataca, la qual cosa porta a una persecució on l'Akiko és noquejada per una branca. Kusaku la porta de tornada a casa seva. Quan l'Akiko es desperta, veu un vampir a punt de mossegar-li el coll, però és interromput per dos pescadors que li pregunten sobre un vaixell, la qual cosa fa que el vampir i en Kusaku es retirin. A l'hospital, la pacient de la Takashi és cridada pel vampir des del seu llit. En Takashi la veu, però cau per una escala, morint-se. Mentrestant, sota la maledicció del vampir, Natsuko torna a casa d'Akiko amb el mateix vampir. L'Akiko intenta amagar-se a l'armari, mentre que el Takashi que torna és atacat al seu cotxe per Kusaku. El cotxe s'estavella i els dos es barallen, amb Takashi guanyant després que Kusaku mori. Després que en Takashi torni a casa, tant l'Akiko com en Takashi troben en Natsuko morint a una platja. Amb el seu alè agonitzant, Natsuko demana que el seu cadàver sigui cremat. Takashi i Akiko la porten a l'hospital per a una autòpsia.
A l'hospital, la Natsuko està sent preparada en una morgue quan ressuscita d'entre els morts i escapa. Al mateix temps, Takashi hipnotitza l'Akiko per fer-la reviure el seu "somni". L'Akiko recorda llavors l'incident amb el vampir des de la seva joventut com va succeir i que l'incident la va convertir en la filla preferida dels seus pares. Juntament amb Takashi, Akiko decideix tornar a la mansió del passat on troben el cadàver del vell que hi vivia juntament amb el seu diari. En ell afirma que si bé no és japonès el seu pare va construir la casa en una part remota del Japó ja que era descendent d'un vampir i volia evitar posar en perill els altres. El mateix vell mai va ser un vampir, però als 25 anys el seu fill va sucumbir al vampirisme i va matar una dona. Poc després, una noia i el seu gos van entrar a la casa, van trobar el cadàver de la dona i es van trobar amb el fill després del qual va poder ajudar-los a escapar. En resposta, va tancar el fill. El fill finalment es va alliberar i es va alimentar del seu pare que va escriure el diari abans de sucumbir a la pèrdua de sang. Aleshores, els dos són atacats pel vampir i la Natsuko. El vampir lluita contra Takashi en un balcó, però el vell, ara reanimat com a vampir, agafa la cama del vampir, la qual cosa fa que ensopegui, trencant la barana de fusta que s'havia fet malbé durant la lluita. Una gran part d'ell l'empala pel pit esmicolant-se en pols. La Natsuko s'ensorra, la maledicció és trencada, ja que tant ella com el vell perden els seus trets vampírics i tornen a ser cadàvers humans.

## Producció
Noroi no yakata: Chi o suu me va ser la segona de les tres pel·lícules de vampirs realitzades pels estudis Toho als anys 70, precedida per Yûrei yashiki no kyôfu: Chi wo sû ningyô ("The Vampire Doll") (1970) i seguit de Evil of Dracula (1974).

## Release
Noroi no yakata: Chi o suu me es va estrenar el 16 de juny de 1971 al Japó, on va ser distribuït per Toho. La pel·lícula es va estrenar en format subtitulat als Estats Units l'agost de 1973. Va ser doblat a l'anglès i va ser llançat per televisió l'any 1980 als Estats Units per United Productions of America sota el títol The Lake of Dracula.A les impressions televisives dels Estats Units de la pel·lícula, es va eliminar el final que implicava la desintegració del vampir. La versió televisiva es va reduir a 79 minuts. La pel·lícula també fou titulada Japula, Dracula's Lust for Blood, The Bloodthirsty Eyes i Lake of Death.
Les tres pel·lícules de la trilogia es van estrenar en Blu-ray al Regne Unit i als Estats Units per Arrow Films.